# Bénédicte Cronier
Pour les articles homonymes, voir Cronier.
Bénédicte Cronier, née le 23 juin 1961 à Nantes, est une joueuse de bridge française parisienne.

## Biographie
Elle est originaire d'une famille bourgeoise de Clisson, dans la banlieue de Nantes. Son père est médecin et son oncle, président du club de bridge de Nantes, initie sa sœur et elle au bridge quand elle a 13 ans.
Elle joue à de nombreux autres jeux que le bridge, et teste des jeux sur console Nintendo.
Elle est mariée à Philippe Cronier et est mère de deux enfants.
En 2022, elle est la 4e femme à entrer au Hall of fame européen du bridge.

## Palmarès
- Triple championne du monde féminine par équipes (Venice Cup (en)) : 2005, 2011 et 2015;
- Championne du monde féminine individuelle : 2000 (Master's Generali) ;
- Championne du monde par équipes mixtes (en partenariat avec son mari) : 2022 ;
- Championne d'Europe féminine par équipes : 1987, 1995, 2006, 2008 et 2010 ;
- Championne d'Europe par équipes mixtes : 2022 ;
- Vice-championne du monde par équipes féminines : 1987, 1993, 2001 et 2016 ;
- Vice-championne d'Europe par équipes féminines : 2016 ;
- 3e des championnats du monde féminins par équipes : 1995 ;
- 3e des championnats d'Europe féminins par équipes : 1999 et 2004.

Elle joue depuis de nombreuses années avec Sylvie Willard.
Son mari Philippe Cronier fut capitaine de l'équipe de France féminine 3e aux Olympiades internationales en 1984 et 1992, coach de celle Championne d'Europe en 1995, et capitaine pour la troisième place européenne en 1989.